# Sidi Embarek
Sidi Embarek è un comune dell'Algeria, situato nella provincia di Bordj Bou Arreridj.